# Moselotte
Die Moselotte ist ein rund 47 km langer Fluss in Frankreich, der im Département Vosges in der Region Grand Est verläuft.
Mit ihrer Wasserführung von 13,7 m³/s ist sie hier um 47 % größer als die Mosel (9,3 m³/s) und damit hydrologisch der Hauptstrang des Mosel-Flusssystems. Ihr Einzugsgebiet ist mit 356,4 km² dort sogar um 60 % größer als das der Mosel (222,4 km²).

## Geographie

### Verlauf
Die Moselotte entspringt in den Vogesen, im Regionalen Naturpark Ballons des Vosges. Ihre Quelle liegt am Hohneck („Fontaine de la Duchesse“), im Gemeindegebiet von La Bresse. Die Moselotte entwässert generell in westlicher Richtung und mündet nach 48 km im Gemeindegebiet von Saint-Étienne-lès-Remiremont, nahe der Kleinstadt Remiremont, als rechter Nebenfluss in die Mosel.

### Zuflüsse
Die Zuflüsse der Moselotte über 5 km sind:
| Name                          | SANDRE-Code | Lage   | Länge (km) | EZG (km²) | Abfluss (m³/s) | Mündung                                      |
| ----------------------------- | ----------- | ------ | ---------- | --------- | -------------- | -------------------------------------------- |
| Ruisseau de Chajoux           | A4100770    | rechts | 7,7        | 18,6      | 0,98           | in La Bresse auf 641 m                       |
| Ruisseau de Xoulces           | A4110580    | links  | 9,4        | 24,5      | 1,10           | in Cornimont auf 505 m                       |
| Le Ventron                    | A4120300    | links  | 11,4       | 33,4      | 1,50           | in Cornimont auf 494 m                       |
| Rupt de Bamont                | A4130650    | rechts | 5,8        |           |                | bei Saulxures-sur-Moselotte auf 456 m        |
| Ruisseau de Basse Sur le Rupt | A4140510    | rechts | 8,2        |           |                | bei Vagney auf 410 m                         |
| Le Bouchot                    | A4150300    | rechts | 18,1       | 56,9      | 1,96           | bei Vagney auf 404 m                         |
| Ruisseau de Lemont            | A4160480    | rechts | 6,2        |           |                | südlich von Le Syndicat auf 396 m            |
| La Cleurie                    | A4170300    | rechts | 18,9       | 77,5      | 2,60           | zwischen Saint-Amé und Le Syndicat auf 395 m |
| Moselotte                     | A41-0200    |        | 47,3       | 356,4     | 13,70          | bei Saint-Étienne-lès-Remiremont auf 384 m   |